# قائمة الزيوت النباتية
الزيوت النباتية هي الدهون الثلاثية المستخرجة من النباتات. وكانت هذه الزيوت جزءا من الثقافة الإنسانية لآلاف السنين. وتستخدم الزيوت النباتية الصالحة للأكل في الغذاء، سواء في الطبخ كما تستخدم في صورة مكمل غذائي وفي العديد من الزيوت الغذائية يتم إستتخدامها كوقود وفي الإضاءة مثل المصباح النفطي وكبديل عن مواد الوقود البترولية. بعض من كثير من الاستخدامات الأخرى تشمل تشطيبات الخشب، الطلاء الزيتي، والعناية بالبشرة.
هناك ثلاث طرق رئيسية لاستخراج الزيوت النباتية. حيث يوضع الجزء ذي الصلة من النبات تحت الضغط لاستخراج الزيت، وهو ما يعطي إستخراج الزيت ويمكن أيضا استخراج الزيوت من النباتات عن طريق إذابة أجزاء من النباتات في الماء أو أي مذيب آخر ويجوز فصل المحلول من المواد النباتية والمركزة، وهو ما يعطي استخراج الزيت بواسطة التسريب ويمكن أيضا أن يفصل الخليط عن طريق تقطير الزيت بعيدا عن المواد النباتية. وتسمى الزيوت المستخرجة بواسطة هذا الأسلوب الأخير الزيوت العطرية والزيوت العطرية في كثير من الأحيان لها خصائص واستخدامات مختلفة عن الزيوت النباتية المستخرجة بالضغط أو التسريب. زيوت macerated تتم عن طريق غمر أجزاء من النباتات في قاعدة زيتية، وهي عملية تسمى استخراج السائل بالسائل.
مصطلح «الزيوت النباتية» يمكن تعريفه على أضيق نطاق إشارة فقط للمواد التي تكون سائلة في درجة حرارة الغرفة، أو تعريفها على نطاق واسع دون النظر إلى حالة المادة وعند درجة حرارة معينة. لهذا السبب، بعض البنود في هذه القائمة لاينبغى تطبيق تسميتها من الزيوت النباتية وفقا لجميع التفاهمات لهذا المصطلح.

## الزيوت الصالحة للأكل

### الزيوت الرئيسية
هذه الزيوت تشكل جزءا كبيرا من إنتاج زيت الطعام في جميع أنحاء العالم. وتستخدم أيضا كلها كزيت للوقود.
- زيت جوز الهند، هو زيت طهي، مع كثير من التطبيقات الطبية والصناعية كذلك.وهو يستخرج من نواة أو من قلب ثمرة نخيل جوز الهند.وهو شائع في المناطق المدارية، وغير عادي في تكوينه، مع سلسلة الأحماض الدهنية المتوسطة.[4]
- زيت الذرة، واحدة من الزيوت الأساسية التي تباع باسم زيت سلطة وزيت الطهي [5]
- زيت بذرة القطن، كما يستخدم كزيت سلطة وزيت الطهي، سواء محليا وصناعيا.[6]
- زيت الزيتون، ويستخدم في الطبخ، ومستحضرات التجميل، الصابون، وكوقود لمصابيح النفط التقليدية.[7]
- زيت النخيل، أكثر الزيوت إنتاجا على نطاق واسع في المناطق الاستوائية.[8] شعبية في غرب أفريقيا والمطبخ البرازيلى [9] كما يستخدم لصنع الوقود الحيوي [10]
- زيت الفول السوداني (زيت الجوز الأرضي)، هو زيت نقى شفاف مع بعض التطبيقات لصنع أطباق السلاطة، ونظرا لارتفاع نقطة تبخره، فإنه يستخدم خصوصا لالقلي.[11]
- زيت بذور اللفت، بما في ذلك زيت الكانولا، واحدا من الزيوت الأكثر استخداما على نطاق واسع.[12]
- زيت العصفر، حتى 1960 كان يستخدم في صناعة الطلاء، والآن في الغالب يعد إستخدامه بمثابة زيت للطهي.[13]
- زيت السمسم، حين يستخلص بالضغط البارد يستخدم مثل زيت الطبخ الخفيف، وحين يستخلص بالضغط الساخن يعطى لنكهة أقوى ويكون أكثر قتامة.[14]
- زيت فول الصويا، ينتج كمنتج ثانوي من تجهيز علف الصويا.[15]
- زيت عباد الشمس، وهو يعد من أكثر زيوت الطهي شيوعا، ويستخدم أيضا لجعل وقود الديزل الحيوي. [16]
- زيت الخردل، ويستخدم لأغراض الطهي

### زيت البندق

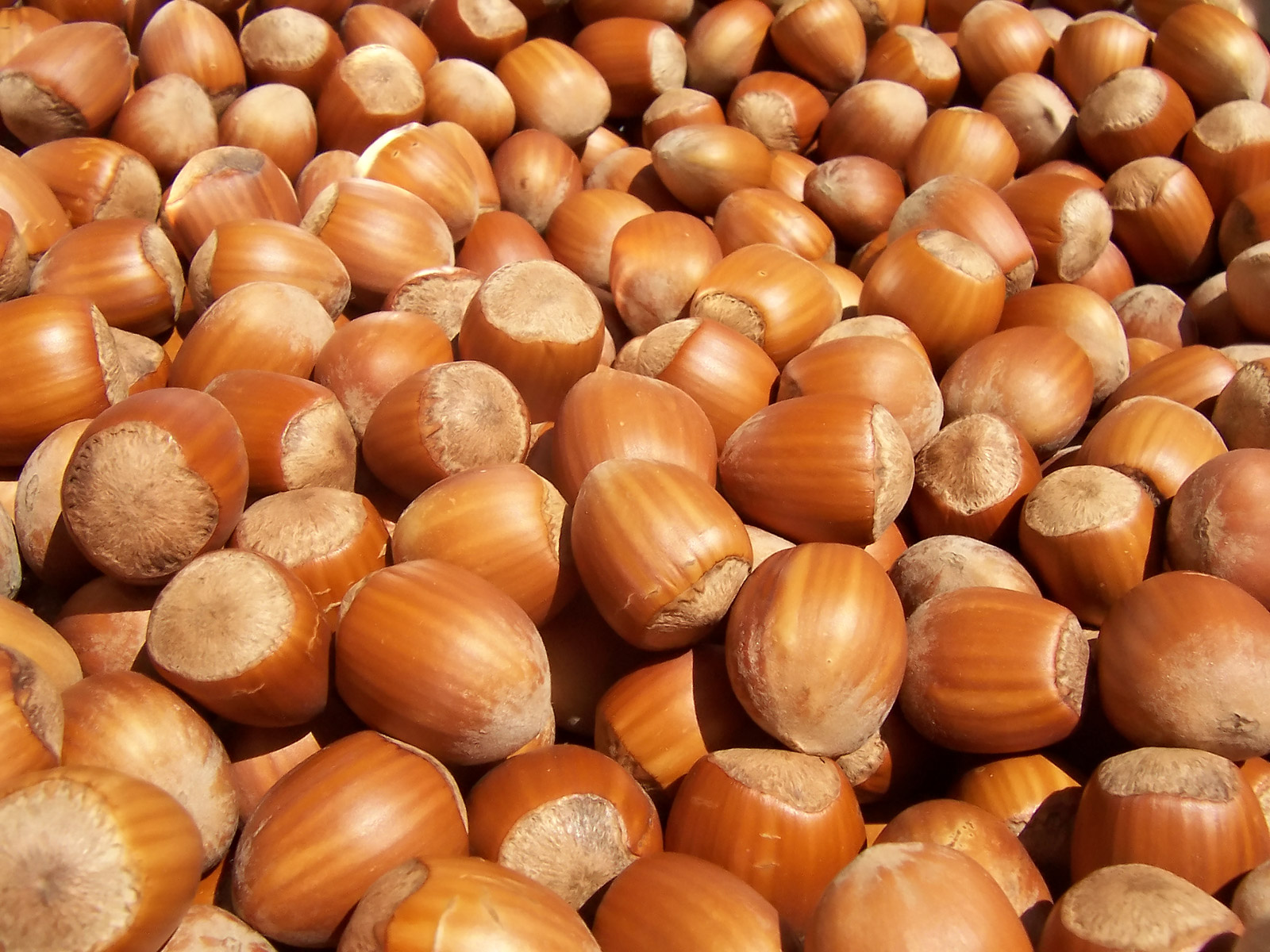
البندق ومن شائع عسلي، وتستخدم لجعل زيت البندق.

وتستخدم زيوت الجوز عموما في الطبخ، نظرا لالنكهة القوية. معظمها مكلف للغاية، وذلك بسبب صعوبة استخراج الزيت.
- زيت اللوز، تستخدم أساسا زيت للطعام، ولكن في المقام الأول في صناعة مستحضرات التجميل * زيت اللوز، ايستعمل باعتباره زيت للطعام، ولكن في المقام الأول في تصنيع مستحضرات التجميل.[17]
- الزان زيت الجوز، من فاغوس sylvatica المكسرات، هو زيت يعتبر جيدا للأكل في أوروبا، ويستخدم للسلطات والطبخ.[18]
- زيت الكاجو، مماثلة إلى حد ما لزيت الزيتون. قد يكون له قيمة لمكافحة تجاويف الأسنان. [19]
- زيت البندق، ويستخدم أساسا لنكهته. كما يستخدم في العناية بالبشرة، وذلك بسبب طفيف تأثيره القابض الطبيعى.[20]
- زيت المكاديميا، مع نكهة الجوز خفيفة ونقطة تبخر عالية
- زيت Mongongo الجوز  [لغات أخرى]‏ (أوزيت manketti )، من بذور rautanenii Schinziophyton، الشجرة التي تنمو في جنوب أفريقيا. عالية في فيتامين E. كما تستخدم في العناية بالبشرة.[21]
- زيت جوز البقان، تقدر قيمتها باعتبارها زيت الطعام، ولكن بتطلب البقان كونه طازجا للحصول على زيت ذى نوعية جيدة.

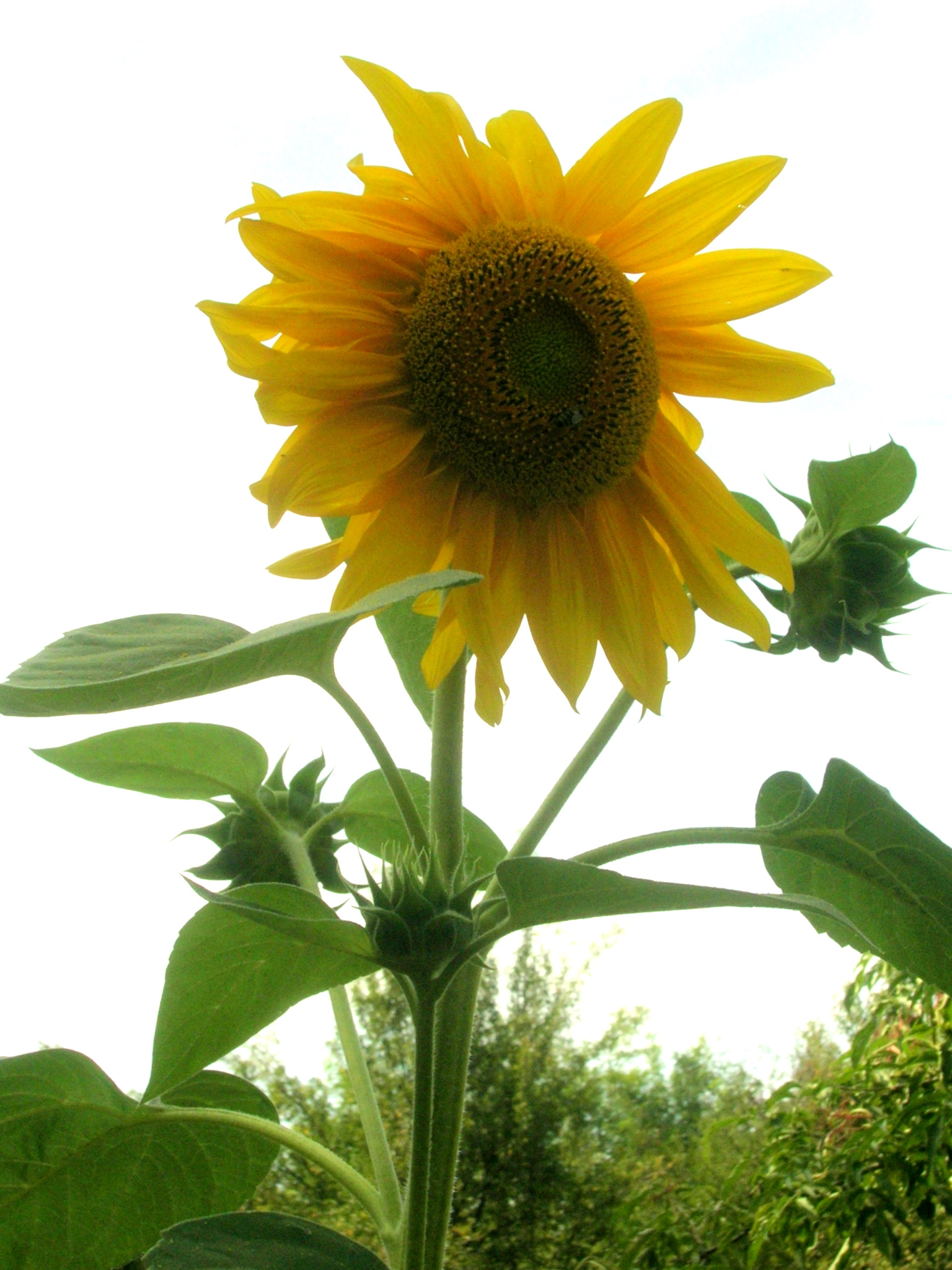
عباد الشمس مصدر زيت عباد الشمس.

### زيوت الجوز

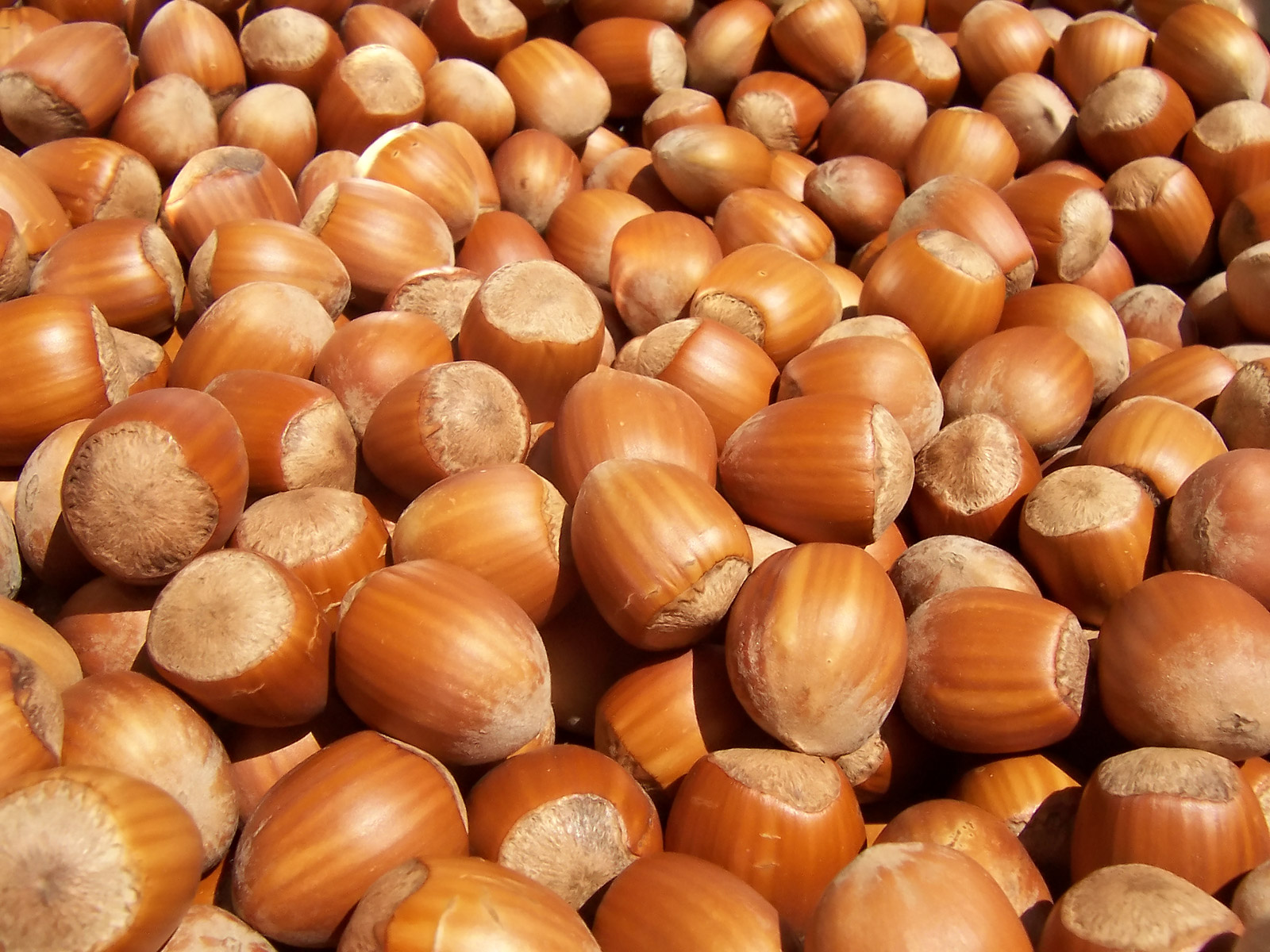
البندق مصدر زيت البندق

### مضافات غذائية
عدد من الزيوت مستخدمة ك مواد مضافة للطعام، لمحتواها المغذّي أو تأثيرها الطبي.

### زيوت أخرى صالحة للأكل

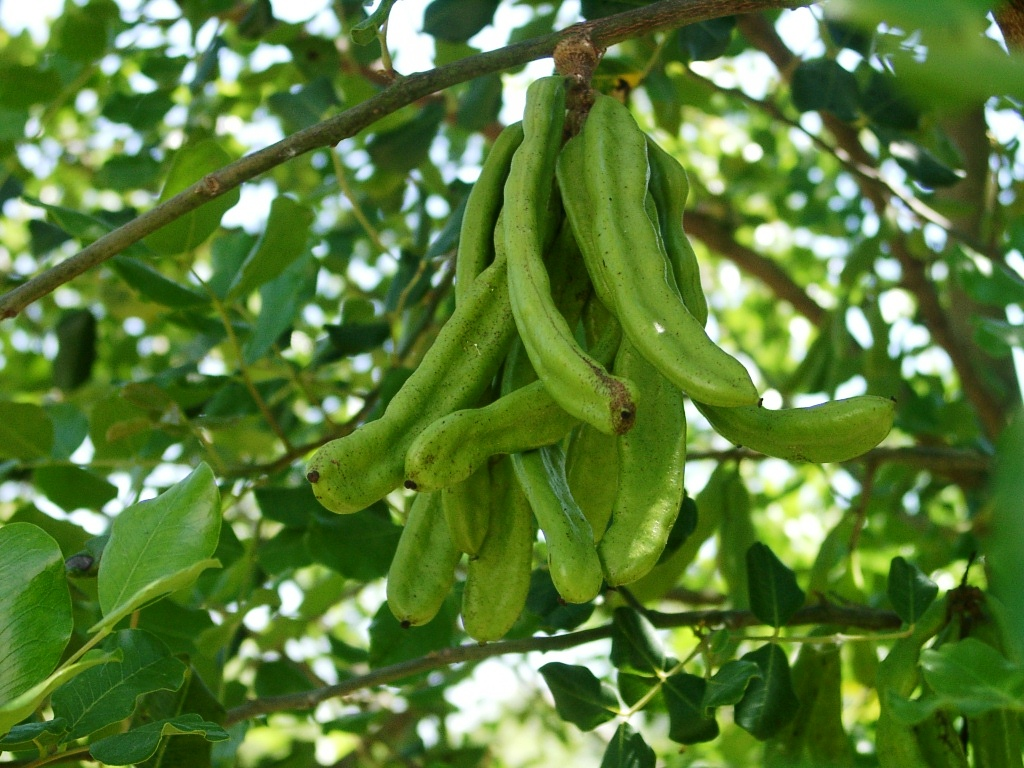
....

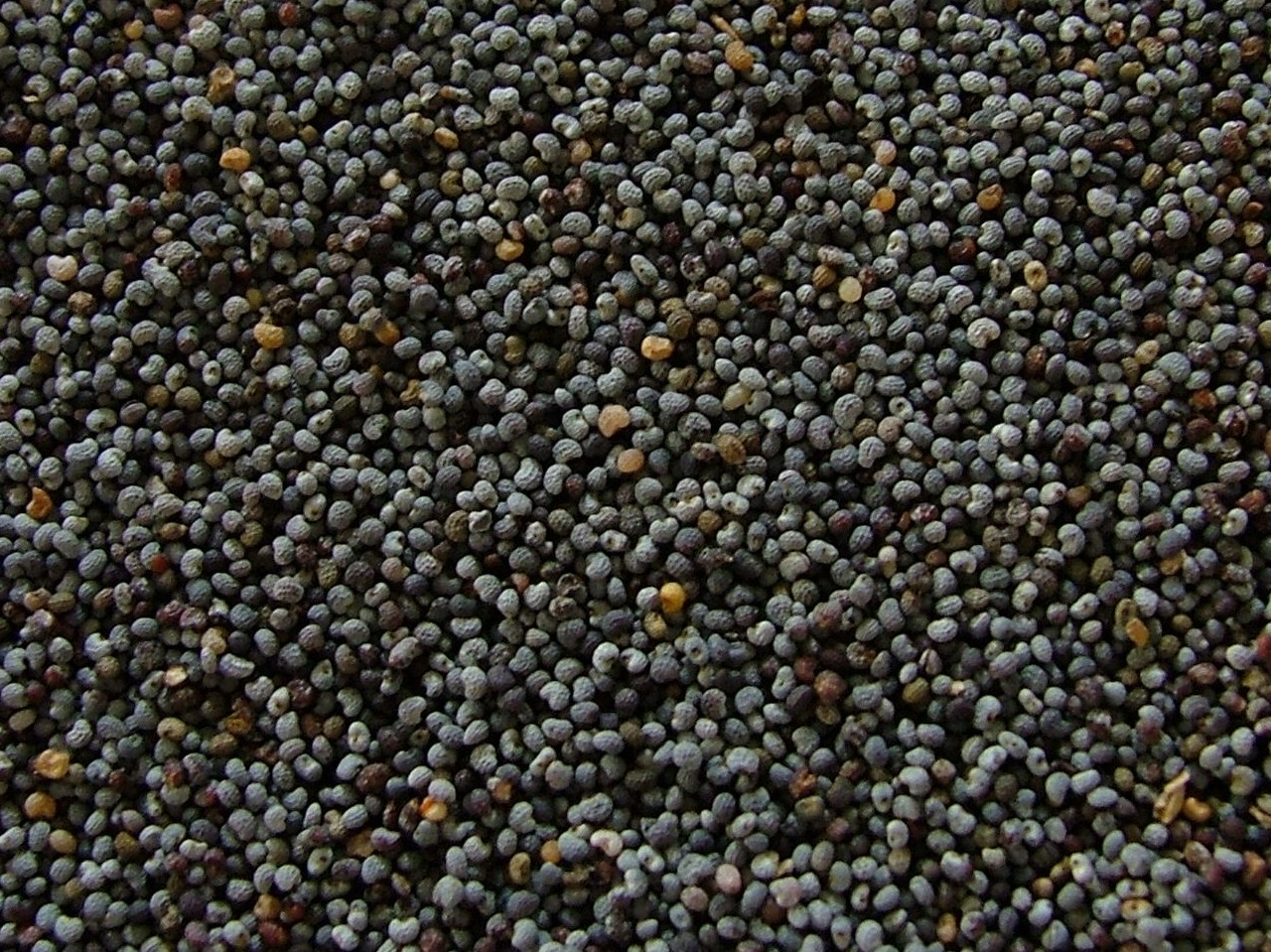
...

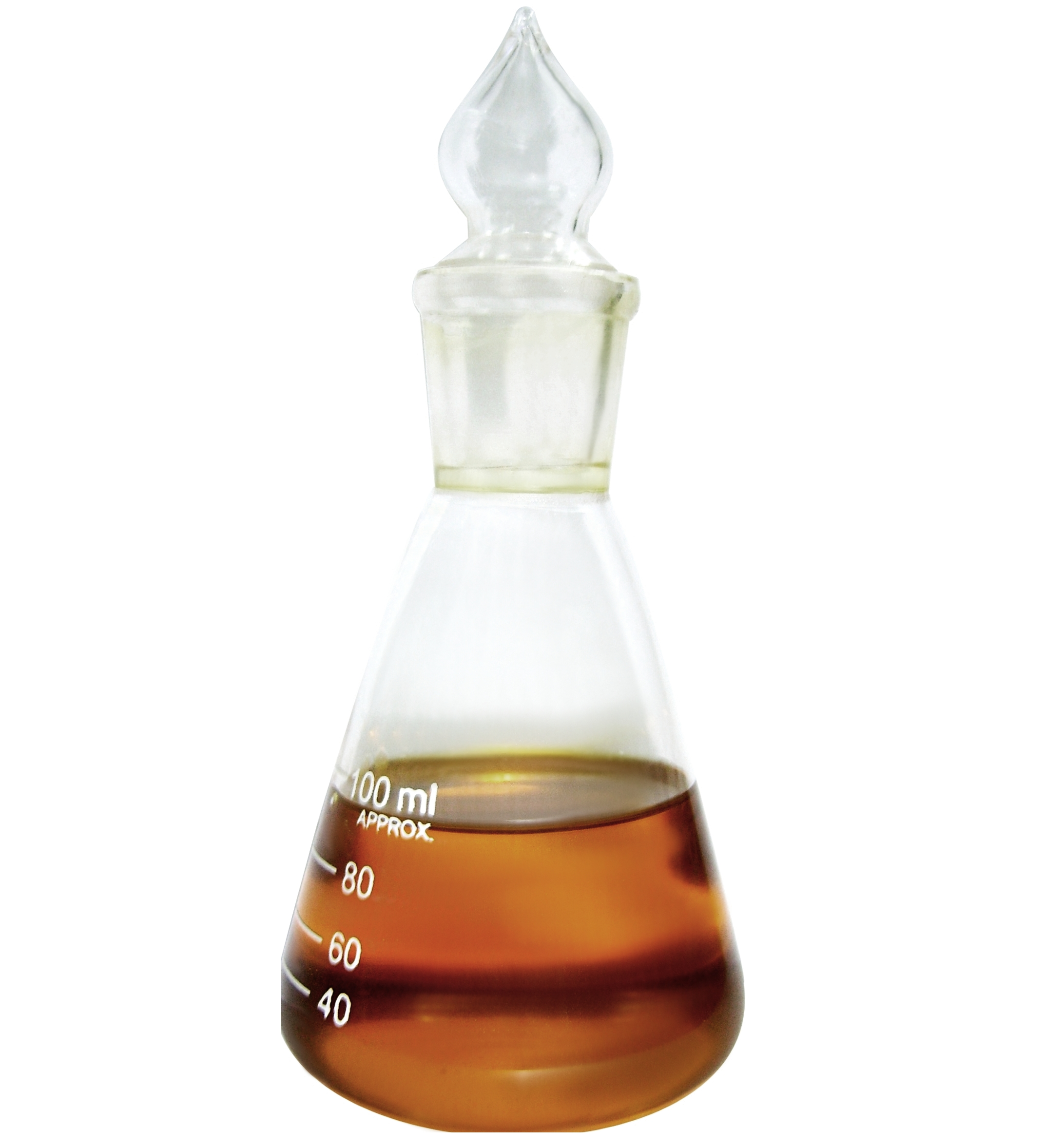
...

## زيوت أخرى
عدد من الزيوت النباتية المضغوطة ليست صالحة للأكل، أو ليست مستخدمة كزيت صالح للأكل.

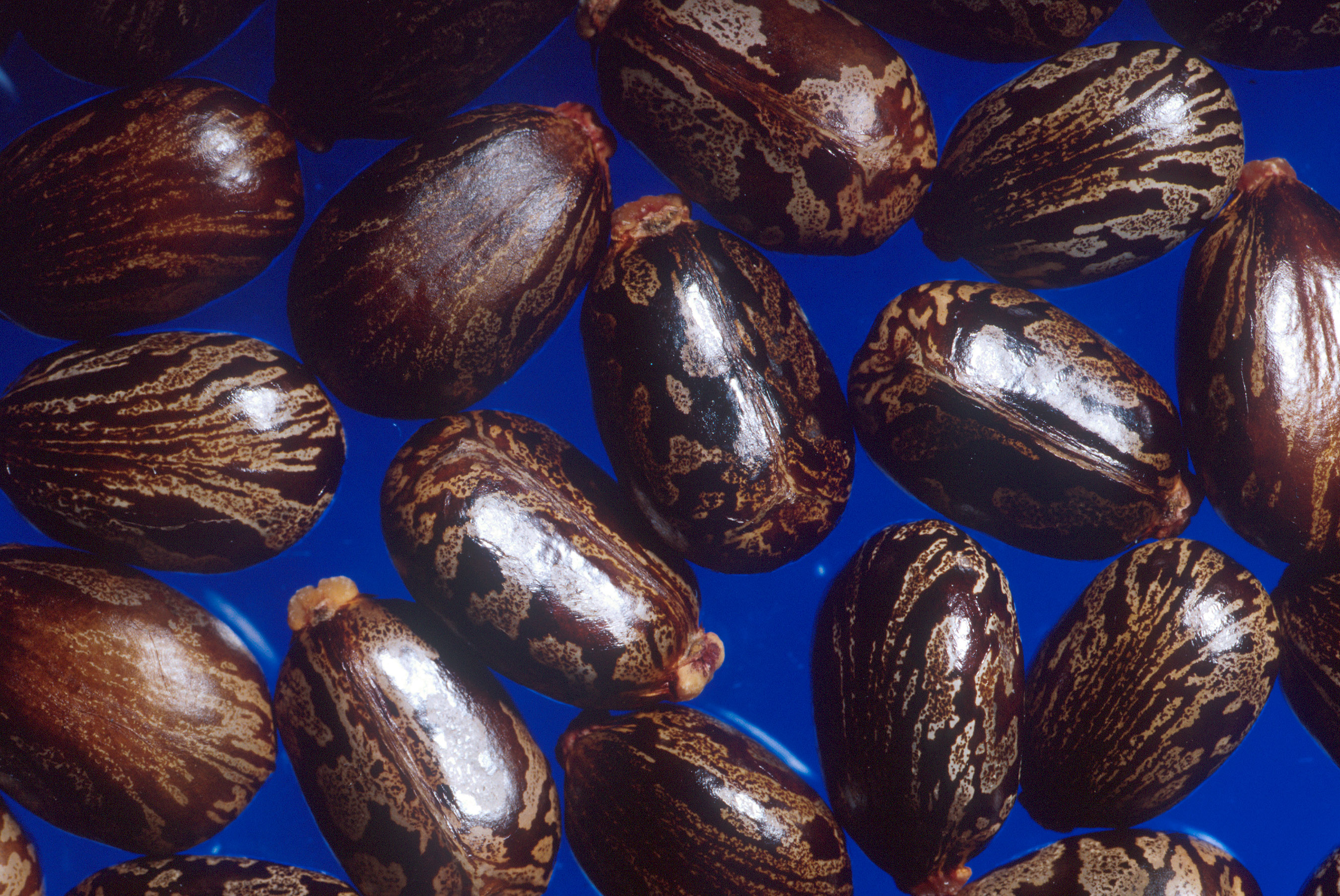
...

### زيوت الحمضيات
وهناك عدد من الزيوت لنباتات الحمضيات تنتج بالضغط. مثل الليمون وزيت البرتقال، وتستخدم مثل الزيوت العطرية، والتي هي غير مألوفة للزيوت الناتجة بواسطة الضغط. بذور العديد من النباتات إن لم تكن من أفراد عائلة الحمضيات تعطى زيوتا صالحة للإستخدام.
- استخراج بذور زنباع زيت بذور الجريب فروت، المستخرج من بذور الجريب فروت (حمضيات × باراديسى ).الجريب فروت تم استخراج زيت بذور الجريب فروت تجريبيا في عام 1930، وتبين أنه يكون مناسبا لصناعة الصابون.[26]
- زيت الليمون، تشبه في العطر فاكهة الليمون. واحدة من عدد قليل من الزيوت الأساسية المستخرجة بالضغط.[27] يستخدم كمادة منكهة[28] والعلاج بالزيوت العطرية.[29]
- زيت البرتقال، مثل زيت الليمون، يتم الحصول عليه بالضغط بدلا من التقطير.[30] يتكون من 90٪ lk د- الليمونين الذي يستخدم في صناعة العطور، وفي منتجات التنظيف والأطعمة المنكهة.[31] The fruit of the sea-buckthorn

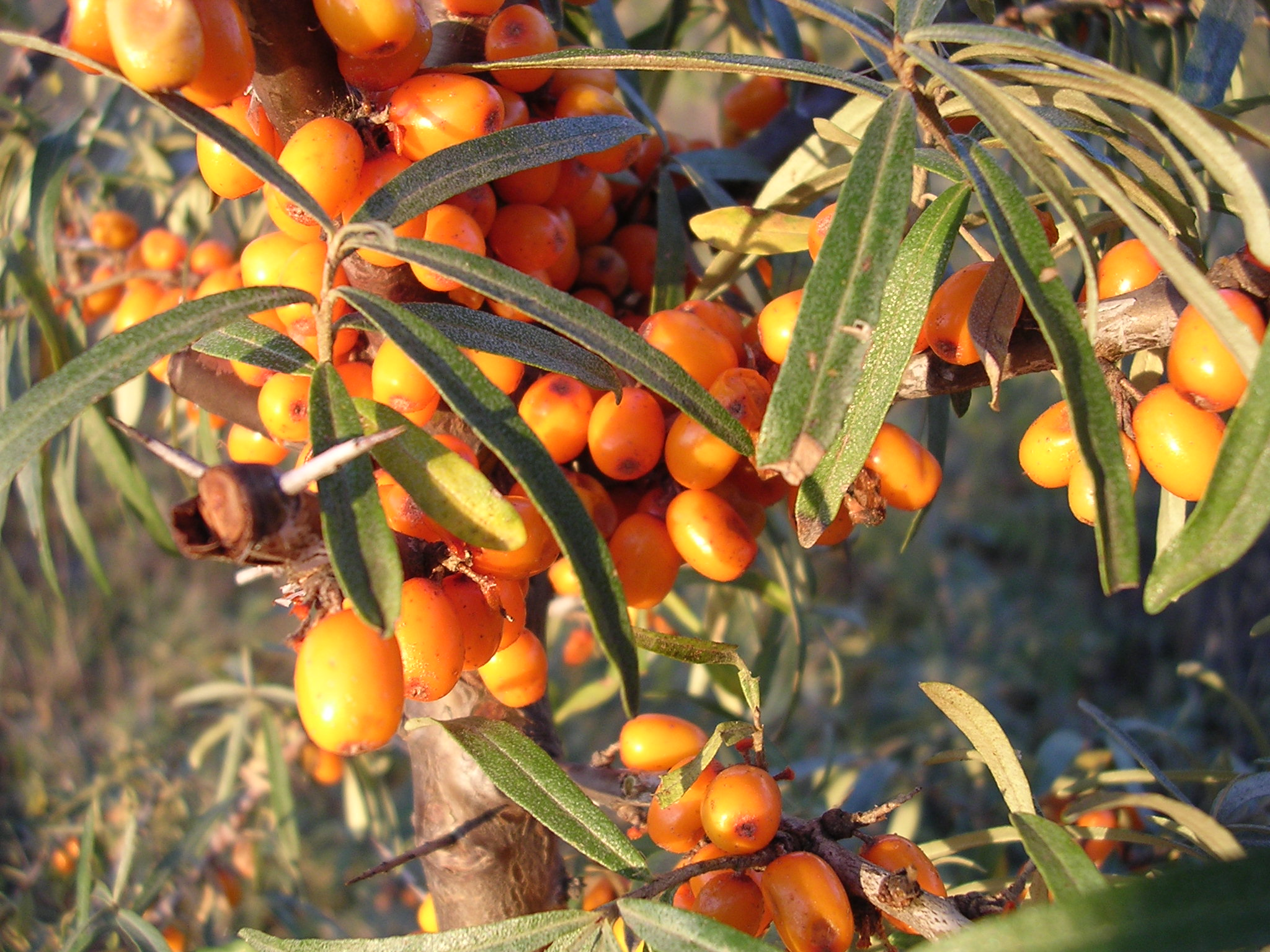
The fruit of the sea-buckthorn